# 小行星1933
小行星1933（1933 Tinchen）是一颗围绕太阳公转的小行星。1972年1月14日，盧波什·科胡特克在汉堡发现了此天体。
該小行星以科胡特克的妻子克莉斯汀·科胡特克（Christine Kohoutek）命名。
这颗小行星的绝对星等为214.0149648367441等。